# Kurfurstendömet Bayern
Kurfurstendömet Bayern var ett riksfurstendöme i Tysk-romerska riket som bildades 1623 och upphörde då kungariket Bayern bildades 1806.

## Bakgrund
År 1559 övergick kurvärdigheten i Kurpfalz på linjen Pfalz-Simmern till Fredrik IV, som anslöt sig till reformerta läran.
Dennes far, Ludvig VI, hade en dotter, Maria, som var den svenske konungen Karl IX:s första gemål.
Hans sonson, Fredrik V, mottog 1619 böhmiska kronan, men besegrades av kejsaren, som 1623 på en riksdag lät fråndöma honom hans land och kurvärdigheten, vilka båda överlämnades till Maximilian av Bayern.
I westfaliska freden behöll Maximilian Övre Pfalz och kurvärdigheten, men Fredriks son Karl Ludvig återfick Rhen-Pfalz och erhöll en ny kurvärdighet, den åttonde. Den sistnämndes son Karl slöt 1685 den simmernska linjen, och den kurfurstliga värdigheten övergick till linjen Neuburg, vilken utslocknade 1742, då värdigheten övergick till Karl Teodor av sulzbachska ättegrenen.
I det egentliga Bayern hade Maximilian I vid sin död, 1651, efterträtts av sin son Ferdinand Maria (död 1679) och denne av sonen Maximilian II, vilken för sitt deltagande i spanska successionskriget 1706 av kejsaren förklarades förlustig sitt land, vilket han återfick först genom freden i Baden 1714.
Maximilian II efterträddes 1726 av sonen Karl Albert, vilken vid kejsar Karl VI:s död, 1740, uppträdde som pretendent till de österrikiska arvländerna och 1742 valdes till tysk kejsare. Men en österrikisk här drev honom ur hans eget land, och han avled 1745, innan ännu kriget var avslutat. Hans son, Maximilian III Josef, slöt 1745 fred och fick behålla Bayern. Med honom utslocknade 1777 det wittelsbachska husets bayerska (yngre) gren, och Bayern tillföll nu kurfursten Karl Teodor av Pfalz. En tvist om tronföljden ("bayerska tronföljdskriget", se d. o.) avgjordes 1779 till Karl Teodors förmån.
Linjen Pfalz-Zweibrücken-Kleeburg – dit hörde de svenska kungarna Karl X Gustaf, Karl XI och Karl XII (de båda senare innehade hertigdömet Pfalz-Zweibrücken 1681–1718) – hade 1731 utslocknat med Gustaf Samuel, en son till Karl X Gustafs bror, Adolf Johan, och när Karl Teodor barnlös avled 1799, var den birkenfeldska linjen den enda kvarlevande av wittelsbachska huset. En medlem av denna linje, Maximilian IV Josef, fick nu Bayern med Pfalz.
Såsom Napoleons bundsförvant erhöll han kungatitel, vilken han antog 1 januari 1806, varvid han kallade sig Maximilian Josef I. Revolutionskrigen skänkte även Bayern högst betydande landvinningar, och då det vid de allierades stora krig mot Napoleon kort före slaget vid Leipzig övergick på dessas sida, fick det i freden i Wien behålla de nyförvärvade områdena.